# Масая (департамент)
Маса́я (ісп. Masaya) — один з департаментів Нікарагуа.

## Географія
Знаходиться в центральній частині Нікарагуа і з площею в 610,78 км² є найменшим департаментом країни. Чисельність населення його складає 348 254 особи (перепис 2012 року). Щільність населення 570,18 чол./км² — це найбільш густонаселений департамент. Адміністративний центр — місто Масая.
Межує на північному сході з департаментом Манагуа, на півдні з департаментом Карасо, на сході з департаментом Гранада.

## Адміністративний поділ
В адміністративному відношенні територія департаменту Масая розділена на 9 муніципалітетів:
1. Катарина
2. Ла-Консепсьйон
3. Масатепе
4. Масая
5. Нандасмо
6. Нікіноомо
7. Ніндирі
8. Сан-Хуан-де-Орієнте
9. Тисма

## Економіка
Основою економіки департаменту є сільське господарство. На плантаціях вирощуються тютюн, маїс, цукрова тростина, джут.